# Llinatge Natali
El llinatge Natali (o de Natali, Natalis, de Natalibus, Natalini, Natalich, Nadal) fou una família noble de la República de Ragusa (Dubrovnik). El seu origen és la gens Bèl·lica romana:
- Caius Bel·lici Natal, cònsol suffectus en 68.
- Cayo Bel·lici C. f. Natal Gavidi Tebanià, fill de Caius Bel·lici Natal. Fou cònsol suffectus en 87, servint des de les calendes de maig a les calendae de setembre.

Del llinatge Natali, en perviuen la branca de Bolonya, a través del comte Girolamo Francesco Natali, i la de San Vittorio Olona (MI) segons Giambattista Marotti (1932).

### Història (Natali, de Natali, Natalis,de Natalibus,Natalini, Natalich, Nadal)
Entre els segles XIV i XVI es va registrar una família Natali (de Natali, Natalis, Natalini, Natalibus, Natalich i Nadal) com a residint a Split i algun Natali també apareix a Ragusa, en canvi aquests personatges no semblen estar relacionats amb el noble Natali de Ragusa, que es va traslladar d'Itàlia a la República Marítima de l'Adriàtic Oriental el 1667, quan després del catastròfic terratrèmol del 6 d'abril de 1667 va reobrir -al cap de tres-cents anys- la possibilitat d'accés a la classe noble.
El 30 de juliol de 1667 Giovanni de Natali va ser admès al Consell Major de Ragusa.
Alguns Natali eren capitans d'armes sota els tsars de l'Imperi Rus, però la branca principal de la família residia permanentment a Ragusa. A la caiguda de la República, la Casa d'Àustria va reconèixer la seva noblesa amb el títol de Comte.
Els Natali són l'única família noble de Ragusa per a la qual no s'acredita la traducció del seu nom a la llengua croata.
La branca principal de la família es va extingir el 1892 amb la mort de Matteo Girolamo Natali, però les branques col·laterals sobreviuen a Itàlia.

## Membres notables
- Gerolimo Natali (fl. 1735–37), oficial militar de Ragusa al servei de l'Imperi de Rússia.
  - Pietro Natali (1727–1801), senador de Ragusa i oficial militar al servei de l'Imperi de Rússia.
    - Giovanni Giacomo Natali (1775–1853)
    - Carlo Antonio Natali (1768–1857)
    - Girolamo Francesco Natali (1778–1862), comte
    - Maria Marta Maddalena de Natali (1774–1861), casada amb el comte Francesco Ghetaldi-Gondola (1743–1798), de la qual es conserva un quadre del seu retrat pel pintor Carmelo Reggio, natural de Palerm, de 1812, exposat al Palau del Rector de Dubrovnik (22 de novembre de 2024 - 31 de març de 2025), amb presència sota el retrat d'un altre retrat de parenta del seu marit, Frana Gondola, de soltera Bona, descobert en la recent restauració per a la seva exposició a través dels Museus de Dubrovnik, amb un catàleg publicat.
      - Sigismondo Ghetaldi-Gondola (1795–1860)
      - Matteo Ghetaldi-Gondola (1797–?)
- Giacomo Natali (fl. 1700)
- Francesco Natali (fl. 1713–21), músic de Vivaldi[2]